# Francis Linley
Francis Linley (Doncaster, Yorkshire, 1771 - 13 de setembre de 1800) fou un compositor anglès. Estudià amb Edward Miller, primer va ser organista de l'església parroquial de Concaster i més tard aconseguí per oposició la plaça d'organista de la capella de Pentoville de Londres. Es casà amb una jove, cega com ell, i mestressa d'una considerable fortuna, però que l'abandonà més tard. Deixà nombroses peces per a orgue i d'altres instruments, i una Introduction of the organ.